# Associazione Sportiva Melfi 2006-2007
Questa pagina raccoglie le informazioni riguardanti l'Associazione Sportiva Melfi nelle competizioni ufficiali della stagione 2006-2007.

## Rosa
| N. |                      | Ruolo | Calciatore            |
| -- | -------------------- | ----- | --------------------- |
|    | Italia (bandiera)    | A     | Pietro Biafara        |
|    | Italia (bandiera)    | C     | Umberto Brutto        |
|    | Italia (bandiera)    | D     | Francesco Buonanno    |
|    | Italia (bandiera)    | D     | Ferdinando Campione   |
|    | Italia (bandiera)    | P     | Federico Cerone       |
|    | Argentina (bandiera) | A     | Daniel Alberto Chafer |
|    | Italia (bandiera)    | C     | José Francesco Cianni |
|    | Italia (bandiera)    | P     | Raffaele Coscia       |
|    | Italia (bandiera)    | C     | Andrea Costantini     |
|    | Italia (bandiera)    | D     | Luigi Cuomo           |
|    | Italia (bandiera)    | P     | Valerio Curci         |
|    | Italia (bandiera)    | A     | Gianluca De Angelis   |
|    | Italia (bandiera)    | A     | Nico De Lucia         |
|    | Italia (bandiera)    | C     | Luca Faraone          |
|    | Ghana (bandiera)     | C     | Abdullah Fusseini     |
|    | Argentina (bandiera) | C     | Maximiliano Ginobili  |

| N. |                   | Ruolo | Calciatore            |
| -- | ----------------- | ----- | --------------------- |
|    | Italia (bandiera) | A     | Federico Lauria       |
|    | Italia (bandiera) | D     | Vito Antonio Lettieri |
|    | Italia (bandiera) | C     | Andrea Marano         |
|    | Italia (bandiera) | D     | Manuel Marcuz         |
|    | Italia (bandiera) | C     | Damiano Mitra         |
|    | Italia (bandiera) | C     | Roberto Palumbo       |
|    | Italia (bandiera) | A     | Vinicio Paris         |
|    | Italia (bandiera) | D     | Luca Patarini         |
|    | Italia (bandiera) | A     | Antonio Russo         |
|    | Italia (bandiera) | P     | Luca Redaelli         |
|    | Italia (bandiera) | C     | Davide Ruscitti       |
|    | Italia (bandiera) | C     | Diego Russo           |
|    | Italia (bandiera) | D     | Michele Schettino     |
|    | Italia (bandiera) | C     | Cristian Succhiarelli |
|    | Italia (bandiera) | C     | Domenico Tursi        |
|    | Italia (bandiera) | D     | Gaetano Ungaro        |